# Age of Empires Online
Age of Empires Online — відеогра жанру стратегії в реальному часі з успішної серії Age of Empires. Вирізняється можливістю кооперуватись та змагатись з іншими гравцями через мережу Інтернет. Кожен гравець отримує свою столицю, оцінка його діяльності залежить від здатності адаптуватися до різноманітних ситуацій, зростання потенціалу і хисту використання ресурсів власної цивілізації.
Проект був анонсований у 2010 році. Від початку над грою працювали Robot Entertainment і колишні співробітники Ensemble Studios, яка розробила попередні частини історичного відеоігрового серіалу, згодом видавець Microsoft Studio передав розробку Gas Powered Games. Age of Empires Online не стала фінансово успішним проектом. Блер Фрейзер (англ. Blair Fraser, творець Sins of a Solar Empire) охарактеризував фінансову успішність провальною.

## Ігровий процес
Гравець володіє столицею, яку розвиває, щоб успішно виконувати завдання і протистояти противникам. Порівняно попередніми тайтлами серії Age of Empires залишилися такі класичні елементи як переходи з епохи в епоху, розвиток технологій, тощо. Серед нового з'явилися: крафтинг, система талантів, герої. Завдання гри засновані на історичних подіях, до прикладу: оборона Мікен, захоплення Трої. Окрім обов'язкових ігрових завдань присутні «щоденні завдання», котрі оновлюються щодванадцять годин. Умовно квести поділяють на групи: знищення ворога; побудова певної споруди на місці ворожого міського центру; виконання вказаної дії за виділений час.
Під час виконання завдань можна знайти скрині, де можуть бути: рецепти для крафтингу, речі для юнітів, необхідні для крафтингу інгредієнти.
Система талантів розбита на три частини: економіка, армія та «кориснощі». Допомагати у зміцненні імперії будуть радники — спеціальні юніти-карти. Поряд з радниками, необхідно збирати екіпіровку для армій котру можна роздобути різними шляхами.
Крафтингових шкіл у грі сім. За їх допомогою є змога підсилювати ігрових персонажів та будівлі. На вибір залишаються піхота, лучники, машини для облоги, кавалерія, будівлі, водний транспорт. Інгредієнти для крафтингу можна створювати самому, до прикладу, побудувавши у власному місті спеціальні фабрики.

## Умови поширення
Гра є умовно безкоштовною. В безкоштовній версії не можна використовувати всі можливості міста: доступний вибір лише однієї професії, є обмеження на зведення будівель, використання радників та екіпіровки, тощо.

## Розвиток проекту
Влітку 2012 року гра остаточно перейшла на умовно-безкоштовну (англ. free-to-play) схему розповсюдження. До цього часу Age of Empires Onlin працювала за моделлю англ. free-to-try, коли лише стартові матеріали були безкоштовні і загальнодоступні. Будь-який додатковий контент вимагав грошей, а отримати його під час гри було неможливо. З переходом на стандартну умовно-безкоштовну модель користувачі отримали відразу всі ігрові матеріали що ставатимуть доступні в процесі заробляння потрібної кількості внутрішньо-ігрової валюти, альтернативний шлях — купівля ресурсів за реальні кошти в сервісі Steam.
У січні 2013 розробники заявили про завершення «фази розробки» і тепер сконцентруються на «фазі підтримки» в зв'язку з фінансовими труднощами. Ви зможете робити те ж саме, що і сьогодні — ми не говоримо про видалення того, що є в грі. Просто нових можливостей для цивілізацій більше не буде. Ось і все, — пояснив Перрі в офіційному блозі гри.

## Інсталяція
Гравець повинен мати 2 облікових записи: на Steam та Xbox Live. Під час встановлення Age of Empires Online буде встановлений також ігровий клієнт від видавця гри «Games for Windows Marketplace». Під час авторизації у програмі може бути запрошений багатозначний ключ продукту (англ. Enter your Product Key), тому користувач має переконатись, що продукт попередньо був зареєстрований в обліковому записі Xbox Live.